# Cingambul (plaats)
Cingambul is een bestuurslaag in het regentschap Majalengka van de provincie West-Java, Indonesië. Cingambul telt 2826 inwoners (volkstelling 2010).